# Notropis sabinae
Notropis sabinae är en fiskart som beskrevs av Jordan och Gilbert, 1886. Notropis sabinae ingår i släktet Notropis och familjen karpfiskar. Inga underarter finns listade i Catalogue of Life.